# Martin David Burkenroad
Martin David Burkenroad (20 de marzo de 1910 – 12 de enero de 1986) fue un biólogo marino, que se especializó en decápodos crustáceos y en ciencia pesquera.

## Biografía
Burkenroad nació en Nueva Orleans, en 1910, único hijo de un importador de café, y de madre artista. Su familia tenía muchos excéntricos; siendo Martin etiquetado de manera similar como "testarudo".
En 1926, ingresó a la Universidad Tulane, pero aunque publicó su primer artículo durante ese tiempo, sus estudios terminaron cuando fue "alentado a irse" en 1929. Luego comenzó a trabajar para el Laboratorio Biológico Marino Carnegie en Dry Tortugas, para luego unirse, en 1931, al Departamento de Conservación de Louisiana, donde investigó las pesquerías de langostinos locales. Y, después de breves períodos en varios museos, se unió a la Universidad Yale bajo la guía de A. E. Parr. Burkenroad pasó muchos años productivos en Yale, donde superaba el límite de tiempo habitual para investigaciones de disertación de doctorado, siendo perdonado permanentemente, y nunca presentó una disertación.
En 1945, Burkenroad dejó Yale. Poco después se casó con Marianne. Se convirtió en el biólogo principal del Servicio de Pesca Marina de Carolina del Norte, pero se reunió con sus superiores y se mudó a Port Aransas para trabajar en las instalaciones marinas de la Universidad de Texas. Esto fue seguido por lo que Burkenroad consideró su posición más significativa, como consultor en pesquerías de camarón para los gobiernos de Panamá y de Costa Rica. Sin embargo, después de un fallo de una presa, los intentos de Burkenroad de construir una granja camaronera se frustraron. En la década de 1960, Burkenroad y su familia regresaron a Nueva Orleans, donde trabajó en asociación con la Universidad de Tulane. Desde 1978, estuvo afiliado al Museo de Historia Natural de San Diego.

## Obra
Los intereses de investigación de Burkenroad, fueron inusualmente amplios, incluyendo astrofísica,  bifaces achelense, Lewis Carroll, así como varios campos de la biología.
En el mundo de la ciencia pesquera, fue conocido por sus puntos de vista radicales, presentados por primera vez en 1947, sobre la historia del halibut del Pacífico. Contrariamente a la opinión generalizada de que las medidas de conservación fueron responsables de revertir el declive de la especie, Burkenroad argumentó que era responsable una fluctuación natural, posiblemente relacionada con cambios ambientales cíclicos.
Burkenroad fue muy crítico, incluso con su propio trabajo, aunque era conocido por sus sólidos y confiables estudios. Su artículo carcinológico más famoso, fue "Evolución de Eucarida (Crustacea, Eumalacostraca), en relación con el registro fósil", y se publicó en 1963. Eso revolucionó la clasificación del orden Decapoda; en vez de ser un suborden de Natantia y de Reptantia, Burkenroad colocó a Dendrobranchiata como un grupo hermano de todos los decápodos restantes, en un grupo al que llamó Pleocyemata. El documento de 1963 fue pensado solo como un análisis preliminar, y su secuela no aparecería sino, a más de veinte años.
Frederick R. Schram concluyó su obituario de Burkenroad al afirmar que:

... "pocas personas han tenido un efecto tan grande en su ciencia con tan pocas publicaciones como Martin Burkenroad".

## Honores

### Eponimia
Se lo conmemora en los epónimos de varias especies, como:
- Bentheogennema burkenroadi,
- Metapenaeus burkenroadi (un sinónimo de Metapenaeus moyebi)[6]
- Sicyonia burkenroadi.[1]